# Neptun (Schiff, 1925)
Die Neptun ist ein Fahrgastschiff.

## Geschichte
Das Schiff wurde 1925 in Einswarden gebaut. Wahrscheinlich 1974 oder auch etwas früher wurde es auf der Schiffswerft Johann Hupp in Eibelstadt umgebaut. Unter dem Namen Max wurde das Schiff von der Fränkischen Personenschiffahrt genutzt.
Offenbar wurden damals Ansichtskarten in Umlauf gebracht, auf denen angeblich die Max zu sehen war. In Wirklichkeit soll es sich um das bauähnliche Schwesterschiff Moritz gehandelt haben.
Als Neptun wurde das Schiff seit 1990 auf dem Main-Donau-Kanal genutzt. Nachdem Kapitän und Eigentümer Georg Popp aber die Auflage erhalten hatte, in Gebersdorf und Burgfarrnbach nicht mehr nach 22 Uhr anzulegen, zog er sich im Jahr 2012 aus dem Großraum Nürnberg/Fürth zurück und verlegte den Heimathafen seines Schiffes nach Forchheim. Geplant waren Fahrten von dort etwa nach Bamberg sowie Kurzfahrten auf der Regnitz.
Ab dem Frühjahr 2013 startete die Neptun aber von ihrem neuen Liegeplatz am Alten Kranen in Marktbreit aus zu Fahrten nach Kitzingen und zu Rundfahrten. Im Jahr 2018 wurde die Neptun an eine Bootsvermietung in Budapest verkauft. Vor dem Saisonstart im Mai 2019 wurde das Schiff renoviert.

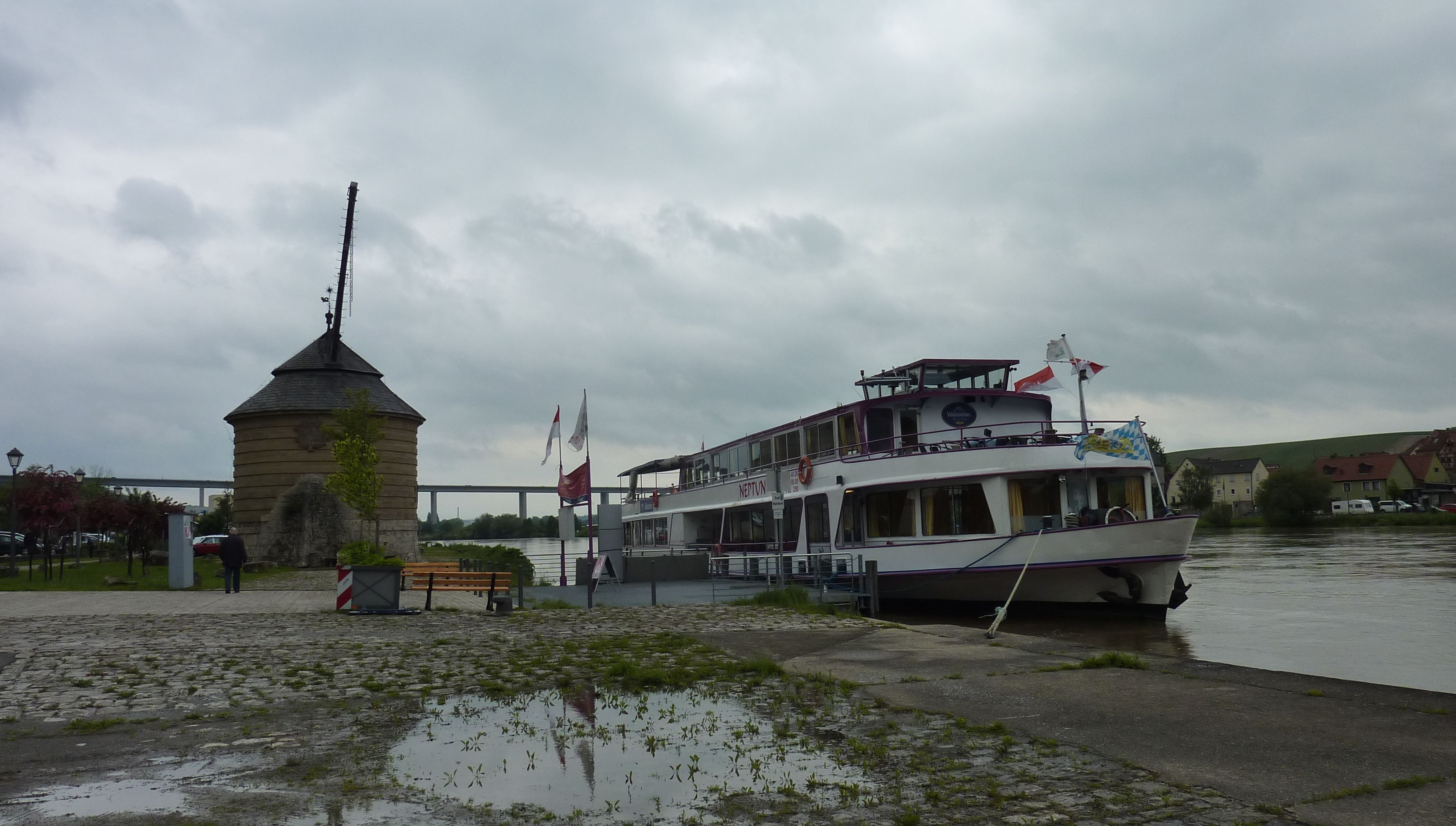
Die Neptun am Alten Kranen in Marktbreit